# 쓰나시마 유토
쓰나시마 유토(일본어: 綱島 悠斗, 2000년 8월 15일~)는 일본의 축구 선수이다.

## 구단 경력
그는 2023년 J2리그의 도쿄 베르디에 입단했다. 2023년 J2리그 3위를 기록하여 J1리그로 승격했다.

## 국가대표팀 경력
그는 2025년 EAFF E-1 풋볼 챔피언십에 참가할 일본 국가대표팀에 발탁되었으며, 7월 12일 중국와의 경기에서 데뷔했다. 대회 우승을 차지했다.